# Union (Carolina do Sul)
Union é uma cidade localizada no estado norte-americano da Carolina do Sul, no Condado de Union.

## Demografia
Segundo o censo norte-americano de 2000, a sua população era de 8793 habitantes.
Em 2006, foi estimada uma população de 8241, um decréscimo de 552 (-6.3%).

## Geografia
De acordo com o United States Census Bureau tem uma área de
20,6 km², dos quais 20,6 km² cobertos por terra e 0,0 km² cobertos por água. Union localiza-se a aproximadamente 850 m acima do nível do mar.

## Localidades na vizinhança
O diagrama seguinte representa as localidades num raio de 20 km ao redor de Union.